# Franz Hilker
Franz Hilker (* 22. April 1881 in Bosseborn; † 4. Januar 1969 in Bonn) war ein deutscher Pädagoge.
Franz Hilker war einer der führenden deutschen Reformpädagogen in den 1920er Jahren. In der frühen Bundesrepublik begründete er die Vergleichende Erziehungswissenschaft und gab die Fachzeitschrift Bildung und Erziehung heraus.

## Leben
Franz Hilker wurde als Sohn des Lehrers Joseph Hilker und seiner Frau Antonia geboren und studierte Germanistik, Romanistik und Anglistik.
1911 wurde er Studienrat und unterrichtete bis 1923 als Kunsterzieher am Werner-Siemens-Realgymnasium in Berlin-Schöneberg. Im September 1919 gründete er zusammen mit Fritz Karsen, Siegfried Kawerau, Otto Koch, Theodor Lessing, Paul Oestreich, Elisabeth Rotten, Anna Siemsen und anderen den Bund Entschiedener Schulreformer, für den er Kontakte zum 1915 in Berlin gegründeten Zentralinstitut für Erziehung und Unterricht unter Ludwig Pallat herstellte. In den folgenden Jahren gehörte Hilker zur Spitze der deutschen Reformpädagogik und gab eine Dokumentation deutscher Schulreformversuche heraus. Im Zuge der Greilschen Schulreform wurde er 1923 Oberschulrat in Thüringen.
1925 gründeten die Schulleiter Bess Mensendieck, Hedwig Kallmeyer, Louise Langgaard, Hedwig von Rohden, Elsa Gindler, Ulrich Bode und Rudolf von Laban in Berlin den Deutschen Gymnastikbund e. V., kurz: DGymB e. V., als Berufsvertretung der staatlich geprüften Sport- und Gymnastiklehrer, deren Vorsitz Franz Hilker übernahm. In der Lohelandschule für Körperbildung, Landbau und Handwerk baute er für seine Familie das Hilkerhaus und bewohnte es während der Luftangriffe auf Berlin.
1925 wurde er an das Zentralinstitut für Erziehung und Unterricht berufen und war dort von 1930 bis 1933 geschäftsführender Leiter. 1932 wurde er Mitglied der Völkerbunds-Kommission für geistige Zusammenarbeit. Nach der Machtergreifung der Nationalsozialisten 1933 wurde er aus allen Ämtern entlassen.
Im Juni 1945 beauftragte ihn die Besatzungsmacht mit dem Wiederaufbau des Schulwesens im Landkreis Fulda. Von 1947 bis 1949 arbeitete er als Oberregierungsrat im hessischen Bildungsministerium. Außerdem gründete er 1947 die Pädagogische Arbeitsstelle in Wiesbaden, ein pädagogisches Dokumentationszentrum, und übernahm deren Leitung. Sie wurde ab 1954 von der Kultusministerkonferenz (KMK) finanziert. 1957 erhielt sie den Namen Dokumentations- und Auskunftsdienst der Kultusministerkonferenz und wurde unter der Leitung Hilkers nach Bonn verlegt.
1948 gründete Hilker die Fachzeitschrift Bildung und Erziehung, deren Herausgeber bis zu seinem Tode blieb. 1951 gründete er den Weltbund für Erneuerung der Erziehung in Deutschland neu. 1962 veröffentlichte er ein grundlegendes Werk zur Vergleichenden Erziehungswissenschaft, das Methoden entwickelte, um unterschiedliche Bildungssysteme unter quantitativen und normativen Gesichtspunkten zu vergleichen. Durch die Beschäftigung mit ausländischen Bildungssystemen hoffte er während der Adenauer-Ära vergeblich, Reformimpulse für Deutschland zu gewinnen.

## Werke
- Die Lebensschule – Schriftenfolge des Bundes Entschiedener Schulreformer. 1920- (Hrsg.)
- Jugendfeiern (=Die Lebensschule Heft 1) C.A. Schwetschke, Berlin 1921
- Kunst und Schule: Wege und Ziele schöpferischer Gestaltung, festgelegt auf der Kunsttagung des Bundes entschiedener Schulreformer in Lankwitz. (=Entschiedene Schulreform IV), C. A. Schwetschke, Berlin 1922 (Hrsg.)
- Künstlerische Körperschulung. Ferdinand Wirth, Breslau 1923
- Deutsche Schulversuche. C. A. Schwetschke, Berlin 1924 (Hrsg.)
- Reine Gymnastik: Eine Einführung in Wesen und Formen naturgemäßer Körperbildung. Hesse, Berlin 1928
- Deutsche Gymnastik. Bibliographisches Institut, Leipzig 1935
- Die Olympischen Spiele in Altertum und Gegenwart. Bibliographisches Institut, Leipzig 1936
- Bildung und Erziehung. 1948- (Hrsg.)
- Die schwedische Schulreform. Metropen-Verlag, Wiesbaden 1949
- Musische Erziehung. Klett, Stuttgart 1950 (Hrsg. mit Leo Weismantel)
- Neuzeitliche Schularbeit. Kompass-Verlag, Oberursel Ts. 1950
- Die Schulen in Deutschland (Bundesrepublik und West-Berlin). Christian-Verlag, Bad Nauheim 1953
- Der neue Schulbau in Hessen, Verkehrs- und Wirtschaftsarchiv Verlag, Darmstadt 1954
- Pädagogik im Bild. Herder, Freiburg 1956 (Hrsg.)
- Vergleichende Pädagogik: Eine Einführung in ihre Geschichte, Theorie und Praxis. Hueber, München 1962